# Atrichum mosenii
Atrichum mosenii là một loài Rêu trong họ Polytrichaceae. Loài này được (Broth.) Paris mô tả khoa học đầu tiên năm 1900.